# Acciaierie e Ferriere Pugliesi
Le Acciaierie e Ferriere Pugliesi (AFP) è stata una azienda italiana.

## Storia
Fondata tra il 1923 e il 1924 su iniziativa di tre soci Giovanni Scianatico, Domenico Maldarelli e un ingegnere tedesco. Alla morte del padre, Giovanni rileva dal fallimento di una ditta di Castellana il laminatoio modello 250 di recente costruzione.
Domenico Maldarelli, parente di Giovanni, mette a disposizione della società l'area dell'impianto, un suolo nei pressi della ferrovia. Proprio la disponibilità del terreno di Maldarelli consente l'implimentazione dell'attività a Giovinazzo.
Nel 1931 entrarono nell'impresa Canio e Sabino, fratelli di Giovanni, rilevando la proprietà dell'ingegnere tedesco. Tra il 1932 e il 1933 gli Scianatico rilevano anche le quote di Maldarelli. Inizia una complessa operazione di ampliamento dello stabilimento, venne realizzato il laminatoio e l'acciaieria  successivamente la Fonderia, officine meccaniche e carpenteria in legno e in ferro, e un reparto per la fabbricazione di attrezzi agricoli. 
Ma la produzione era rivolta essenzialmente al mercato locale e l'attività aveva carattere saltuario chiudendo per diversi mesi; mancava anche una reale forza lavoro specializzata nelle diverse lavorazioni. L'iniziativa di Giovanni Scianatico assume un particolare valore se si considera che all'epoca della fondazione della ferriera il meglio informato in materia era il fabbro, che nulla conosceva della composizione intima del ferro. 
Nel 1943 le AFP furono occupate dagli inglesi, che utilizzarono gli impianti per soli fini bellici e rifornimento degli armamenti alle truppe inglesi. Durante l'occupazione gli alleati non apportarono alcun ammodernamento degli impianti, ma aumentarono la forza lavoro a 1.200 unità, oltre le reali esigenze della produzione.
Al termine del periodo bellico, la fabbrica ritorna agli Scianatico e nel 1959 e nel 1962, dopo la divisione dei beni tra i fratelli Scianatico la fabbrica fu assegnata a Giovanni. Da quest'anno che il figlio ing. Michele appena laureato prende le redini dello stabilimento di Giovinazzo in società col fratello Donato. Michele diviene presidente del consiglio di amministrazione delle Acciaierie e Ferrieri Pugliesi, e Donato Amministratore delegato.
Michele si dedica alla riorganizzazione dello stabilimento, ammodernamento e potenziamento degli impianti di produzione dell'acciaio e in particolare dei tubi speciali di acciaio senza saldature. Sempre presente fra gli operai, porta le AFP a notevoli livelli di produttività e notorietà esportando i prodotti in Italia e all'estero.
In dieci anni le AFP decuplicarono la produzione e raddoppiarono la forza lavoro tra operai e impiegati dalle 350 unità, quelle del periodo antecedente la guerra, ai 750 del 1946, alle 1.200 unità degli anni '60 e '70.
Le AFP resero di Giovinazzo una dei comuni del Mezzogiorno d'Italia con il più alto indice di industrializzazione e ottennero diversi riconoscimenti nazionali tra i quali il premio "Nuovo Mezzogiorno" nel 1968.
Negli anni '60 e '70 lo stabilimento delle Acciaierie Ferriere Pugliesi si trasferì in imponenti e moderni capannoni e lo stabilimento venne dotato di forno Martin-Siemens da 70 tonnellate, due forni elettrici rispettivamente da 7 e 12 tonnellate, forno a suola rotante della capacità di 25 tonnellate/ora ecc. La produzione si realizza in 150.000 tonnellate annue di acciaio (con una produzione giornaliera di 500 tonnellate) e 15.000 tonnellate annue di ghisa. Venivano prodotti lingotti da forgia, billette, tondini per tubi, rotaie e rotaiette, profilati per armamento ferroviario e suole industriali per mezzi cingolati. La qualità della produzione ha permesso la loro affermazione sui mercati interni e dell'Oriente.
I coniugi Michele e Lucia Bolognese intuirono presto l'importanza delle attività sociali per rafforzare i rapporti di collaborazione tra azienda e dipendenti e trasformarono la proprietà della famiglia Scianatico "Villa Spada" in un parco "Parco Giovanni Scianatico" a favore dei dipendenti delle AFP e dello loro famiglie. Nella struttura organizzarono attività ricreative, sportive e di doposcuola per i figli degli operai e impiegati. Inoltre vennero organizzati corsi di addestramento professionale dei giovani specializzando i giovani nelle diverse lavorazioni dello stabilimento, venne così realizzata la continuità dell'avvicendamento delle forze di lavoro con elementi giovani, ben preparati, che danno il cambio ai più anziani.
Alla fine degli anni '70 con la crisi siderurgica cominciò a delinearsi il declino dell'azienda.
Nel 1979 la AFP chiuse e nel 1984 il CIPI deliberò lo smantellamento delle Acciaierie e Ferriere Pugliesi.
| Controllo di autorità | VIAF (EN) 243144647690402125493 · LCCN (EN) n2015058209 |